# 鄂布斯·勇林
鄂布斯·勇林，又名鄂布斯、鄂勇林。中国达斡尔族男演员，主要电视剧作品有《天龙八部》（饰耶律洪基）、《朱元璋》（饰徐达）以及《東方有大海》（饰明治天皇）；主要电影作品有一八九四·甲午大海戰（饰明治天皇）等。